# Rolf Leis
Rolf Leis (* 22. Juli 1931 in Essen) ist ein deutscher Mathematiker, der sich mit partiellen Differentialgleichungen der mathematischen Physik beschäftigt.
Leis studierte 1952 bis 1955 Mathematik und Physik an der Universität Bonn und war danach Assistent von Claus Müller an der RWTH Aachen, wo er 1957 promoviert wurde (Die Randwertprobleme der Helmholtzschen Schwingungsgleichung). 1958/59 war er als Post-Doktorand an der New York University. 1961 habilitierte er sich in Aachen, war dort danach Dozent und ab 1965 ordentlicher Professor für Mathematik an der Universität Bonn. Er war dort Direktor am Institut für Angewandte Mathematik und Leiter der Abteilung Mathematische Methoden der Physik. 1971 bis 1973 war er Dekan der mathematisch-naturwissenschaftlichen Fakultät und 1976/77 Rektor der Universität. 1996 wurde er emeritiert.
Leis befasste sich zum Beispiel mit mathematischen Problemen der Physik, insbesondere mit Gleichungen der Elastizitätstheorie, der Schrödingergleichung, Streuproblemen und mit Beugungsproblemen.
1981 wurde er Ehrendoktor der University of Strathclyde in Glasgow und war dort in den 1980er Jahren Gastprofessor. 1962 hielt er einen Vortrag auf dem Internationalen Mathematikerkongress in Stockholm (Eine Übertragung des Schwarzschen alternierenden Verfahrens auf Randwertprobleme der Helmholtzschen Schwingungsgleichung).
Zu den Doktoranden von Rolf Leis zählen Hans-Dieter Rinkens, Christoph Ruland und Ingo Witt.

## Schriften
- Vorlesungen über partielle Differentialgleichungen 2. Ordnung, BI Hochschultaschenbücher 1967
- Initial boundary value problems in mathematical physics, Teubner, Wiley 1986; Dover 2013.
- Herausgeber mit Stefan Hildebrandt Partial Differential Equations and Calculus of Variations, Lecturenotes in Mathematics, Band 1357, Springer Verlag 1988
- Zur Entwicklung der angewandten Analysis und der mathematischen Physik in den letzten hundert Jahren, in Fischer, Hirzebruch u. a. (Herausgeber) Ein Jahrhundert Mathematik 1890-1990, Vieweg 1990